# Alla prima

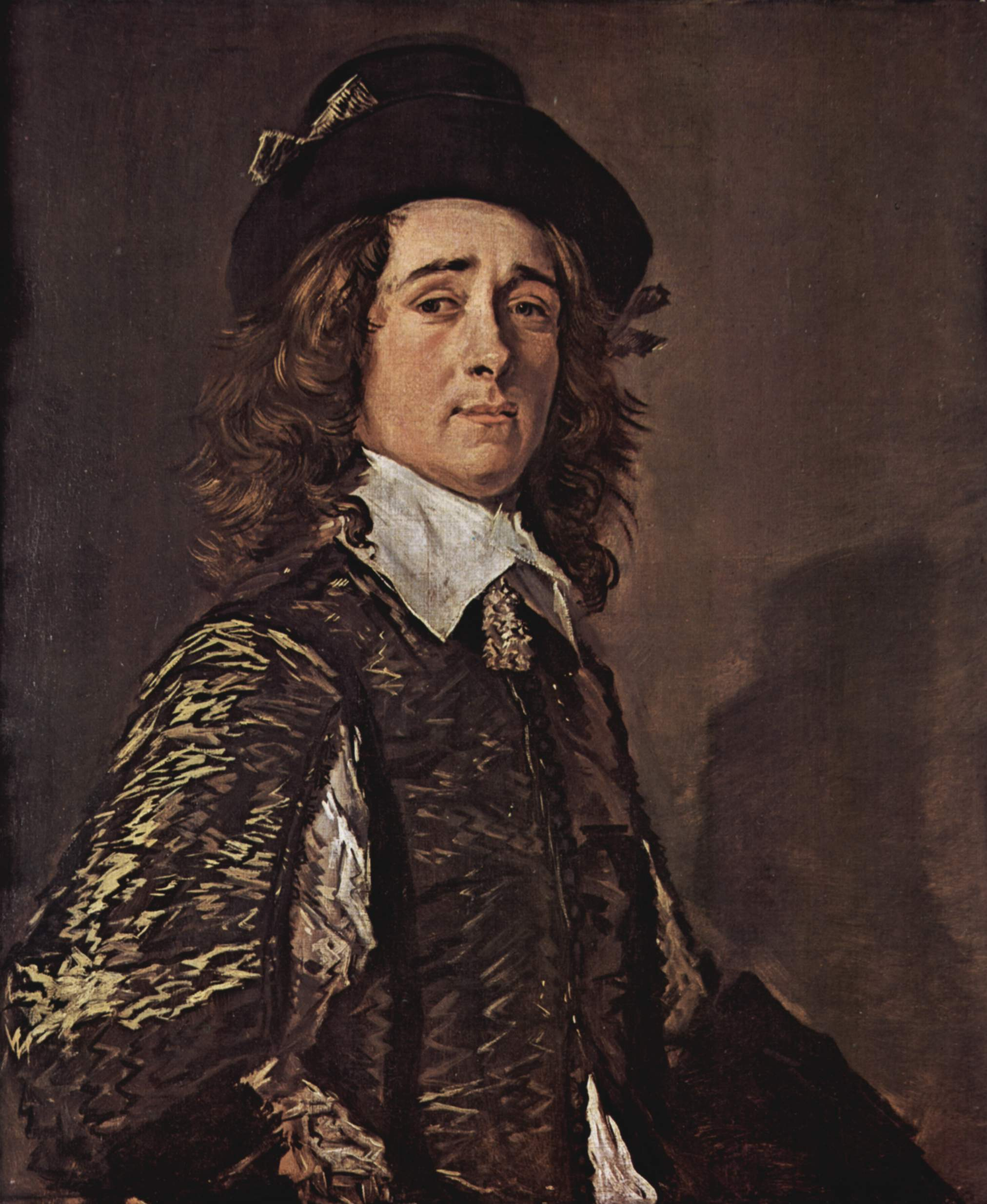
Frans Hals, Jasper Schade van Westrum (1645); dipinto realizzato interamente con la tecnica alla prima

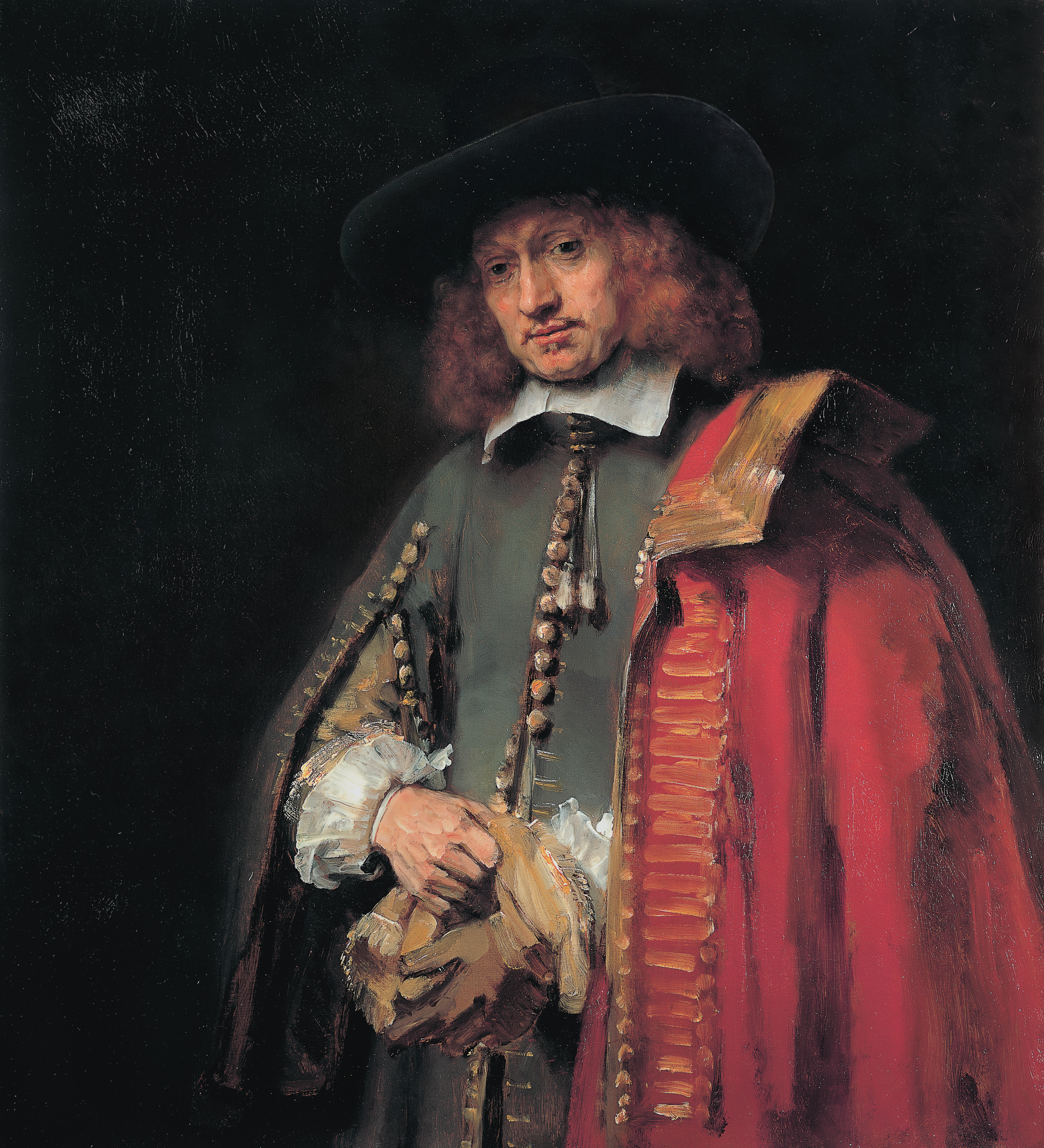
Rembrandt, Ritratto di Jan Six (1654) con numerosi passaggi di alla prima

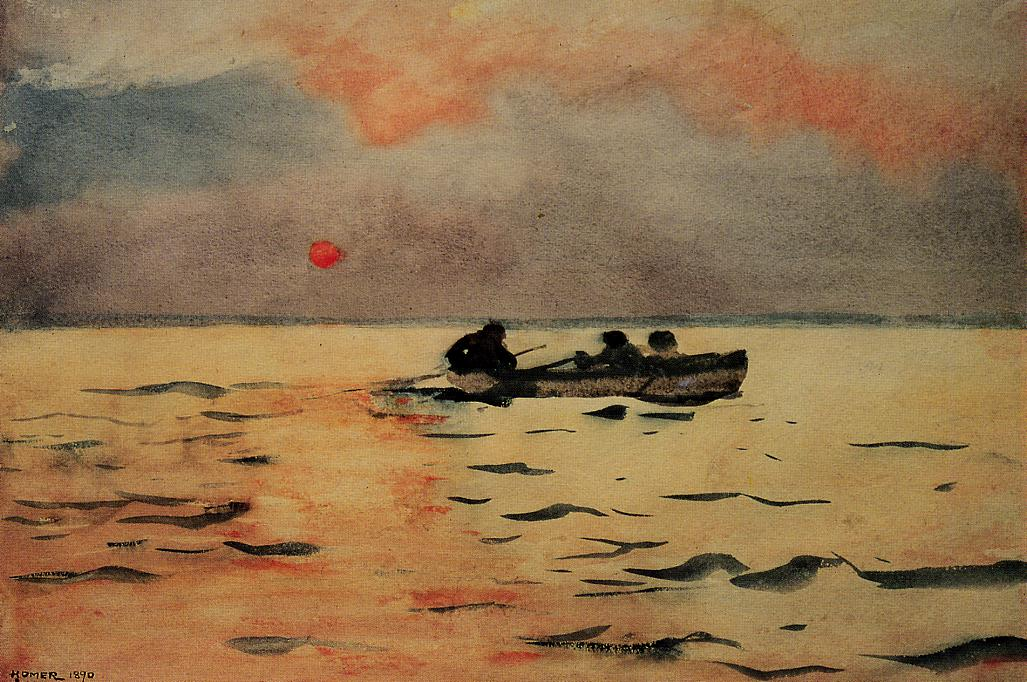
Winslow Homer, Rowing Home (1890) esempio della tecnica alla prima in acquerello, specialmente nel cielo.

Alla prima (al primo tentativo), è una tecnica di pittura con la quale vengono applicati strati di vernice umida su strati precedentemente inseriti prima della essiccazione. Utilizzata principalmente nella pittura a olio, la tecnica richiede una capacità di lavorare rapidamente, perché il lavoro deve essere completato prima che i primi strati si siano asciugati.

## Tecnica
Tradizionalmente, su un dipinto ad olio, un nuovo strato di pittura viene applicato, alla maggior parte di un dipinto, solo dopo aver lasciato asciugare completamente uno strato precedente. Questo processo di essiccazione può richiedere da alcuni giorni a diverse settimane, a seconda dello spessore della vernice. Al contrario, il lavoro eseguito utilizzando alla prima può essere eseguito in una o più sessioni (a seconda del tipo di vernice utilizzata e dei rispettivi tempi di asciugatura), ed è comune che un lavoro di questo tipo sia finito in una sola sessione o "seduta".
Nell'uso dell'acquerello, la pittura alla prima richiede una certa finezza nell'abbracciare l'imprevedibilità. Altamente traslucida e soggetta a incidenti, la pittura ad acquerello sfocerà in modi imprevedibili che, a seconda dello stato d'animo dell'artista, possono essere un vantaggio o un peso.

## Storia
La pittura alla prima, insieme ad altre tecniche dall'invenzione della pittura ad olio, è stata usata da molti dei principali primitivi fiamminghi in parti delle loro immagini, come Jan van Eyck nel Ritratto dei coniugi Arnolfini, e Rogier van der Weyden. Tra i molti pittori del barocco che preferirono l'uso della tecnica alla prima vi furono Diego Velázquez e Frans Hals. Nel rococò gli estimatori apprezzavano il temerario uso della tecnica alla prima, come rilevabile dalle opere di Jean-Honoré Fragonard, Francesco Guardi e Thomas Gainsborough.
Dalla metà del XIX secolo, l'uso di pigmenti prodotti commercialmente in tubi portatili ha facilitato una varietà di colori facilmente accessibile da utilizzare per la pittura rapida e in loco. Impressionisti come Claude Monet, post-impressionisti come Vincent van Gogh, realisti come John Singer Sargent, Robert Henri e George Bellows, espressionisti come Chaïm Soutine ed espressionisti astrati come Willem de Kooning hanno utilizzato in modo diverso questa tecnica, che è ancora molto usata da artisti figurativi e non.
Negli ultimi anni la pratica alla prima è diventata famosa come il metodo principale di pittura utilizzato da artisti della televisione come il vincitore del premio Emmy William Alexander, Lowell Spears, Buck Paulson, Diane Andre, gli artisti statunitensi Bob Ross, Robert Warren, Wilson Bickford, Brandon Thomas e molti altri. Il completamento dei dipinti, utilizzando questa tecnica, popolare per la costruzione di paesaggi fantasiosi, richiede un tempo relativamente breve. Alexander e Ross potevano produrre un intero paesaggio in meno di mezz'ora nei loro programmi televisivi, The Magic of Oil Painting e nel programma di lunga messa in onda, The Joy of Painting. Ross inseriva una base liscia di vernice diluita, di solito bianca, sulla tela prima di iniziare a dipingere, in modo che fosse sempre bagnata e che i pigmenti potessero miscelarsi in modo più efficace.